# Olympische Sommerspiele 2000/Teilnehmer (Palau)
| Gelbes Symbol für Goldmedaillen mit stilisierten Olympischen Ringen | Graues Symbol für Silbermedaillen mit stilisierten Olympischen Ringen | Braundes Symbol für Bronzemedaillen mit stilisierten Olympischen Ringen |
| ------------------------------------------------------------------- | --------------------------------------------------------------------- | ----------------------------------------------------------------------- |
| —                                                                   | —                                                                     | —                                                                       |

Palau nahm an den Olympischen Sommerspielen 2000 in der australischen Metropole Sydney mit fünf Sportlern, drei Frauen und zwei Männern, in drei Sportarten teil.
Es war die erste Teilnahme Palaus bei Olympischen Sommerspielen.

## Teilnehmer nach Sportarten

### Gewichtheben
- Valeria Pedro
Frauen, Mittelschwergewicht: 14. Platz

### Leichtathletik
- Christopher Adolf
100 Meter: Vorläufe

- Peoria Koshiba
Frauen, 100 Meter: Vorläufe

### Schwimmen
- Anlloyd Samuel
50 Meter Freistil: 71. Platz

- Nicole Hayes
Frauen, 100 Meter Freistil: 47. Platz